# Csapás a múltból
A Csapás a múltból (eredeti cím: Blast from the Past) 1999-ben bemutatott amerikai romantikus filmvígjáték Hugh Wilson rendezésében, Brendan Fraser és Alicia Silverstone főszereplésével.

## Cselekmény
Calvin Webber (Christopher Walken) zseniális tudós, aki atomháborútól való félelmében minden igényt kielégítő föld alatti bunkert épít a családjának. Egyik nap épp a televízióban nézik a kubai rakétaválság kirobbanását. Calvin félelmei beigazolódni látszanak, így a férfi azonnal a búvóhelyre menekíti állapotos feleségét (Sissy Spacek). Épp bezáródik a bunker ajtaja, amikor egy harci repülőgép pilótájának meghibásodás miatt katapultálnia kell és a gépe Calvinék házába csapódik. Családjuk és barátaik halottnak hiszik a házaspárt.
Calvin a becsapódás miatt azt hiszi, valóban atombomba robbant, így 35 évre lezárja a bunker ajtaját. Az időzárat nem lehet kézzel feloldani. A család a bunkerben éli mindennapjait, itt születik meg fiuk, Adam (Brendan Fraser) is. Adamet mindenre megtanítják, több nyelven beszélő, sportos és művelt fiatalember válik belőle. Mikor az időzár 35 évvel később kiold, Webber felmegy megnézni, milyen is lett a világ a feltételezett atomháborút követően. A környékükből azóta gettó lett, amit Calvin a háború utáni zűrzavarnak vél. Fájdalmat érez a mellkasában, ezért elküldi Adamet segítségért. A bunkerben nevelt Adam rendkívül naiv és jóhiszemű, majdnem sikerül is átvernie a baseball-kártyákat árusító bolt tulajdonosának, amikor Adam értékes kártyákat akar eladni, hogy pénzhez jusson. Az átverést az ott dolgozó fiatal lány, Eve (Alicia Silverstone) akadályozza meg, amiért kirúgják. Eve segít Adamnek felszereléseket és gyógyszert vásárolni, és közben egymásba szeretnek. Végül Calvin és felesége felköltöznek a felszínre, Adam pedig eljegyzi Eve-t.
A film humorforrása Adam, aki semmit sem tud a modern világról, hatvanas évekbeli ruhákban jár, rég elavult angolsággal beszél és ismeretlenek számára a modern technikai eszközök is.

## Szereplők
| Színész            | Szerep                 | Magyar hang    |
| ------------------ | ---------------------- | -------------- |
| Brendan Fraser     | Adam Webber            | Széles Tamás   |
| Hayden Tank        | Webber (3 és fél éves) | nem szólal meg |
| Ryan Sparks        | Webber (8 éves)        | Czető Roland   |
| Douglas Smith      | Webber (11 éves)       | Czető Roland   |
| Alicia Silverstone | Eve Rustokov           | Kéri Kitty     |
| Christopher Walken | Calvin Webber          | Rosta Sándor   |
| Sissy Spacek       | Helen Thomas Webber    | Kovács Nóra    |
| Dave Foley         | Troy                   | Kerekes József |
| Joey Slotnick      | Melker                 | Fazekas István |
| Dale Raoul         | Mami                   | Némedi Mari    |
| Rex Linn           | Dave                   | Végh Ferenc    |
| Nathan Fillion     | Cliff, Eve ex-barátja  | Papp Dániel    |
| Jenifer Lewis      | Dr. Nina Aron          | Andai Katalin  |
| Hugh Wilson        | Levy                   | Kapácsy Miklós |